# Promachus fitchii
Promachus fitchii är en tvåvingeart som beskrevs av Osten Sacken 1878. Promachus fitchii ingår i släktet Promachus och familjen rovflugor. Inga underarter finns listade i Catalogue of Life.